# Federazione pallavolistica del Kenya
La Federazione keniota di pallavolo (eng. Kenya Volleyball Federation, KVF) è un'organizzazione fondata per governare la pratica della pallavolo in Kenya.
Organizza il campionato maschile e femminile, e pone sotto la propria egida la nazionale maschile e femminile.
Ha aderito alla FIVB nel 1964.